# Търново (община Гостивар)
Вижте пояснителната страница за други значения на Търново.
Търново (на македонска литературна норма: Трново; на албански: Tërnova) е село в Северна Македония, в община Гостивар=

## География
Селото е разположено в областта Горни Полог южно от град Гостивар в южните склонове на Сува гора в долината на Лакавишката река.

## История
Търново е старо село, което постепенно се е изместило по-високо в планината. В османски преброителен дефтер № 4 от 1467/68 година е отбелязан хисар Търново, който заедно със Собри и Аргирокастро, доставял желязо за оръжие на град Призрен. Това е средновековната рударска крепост Звезда, западно от село Сърбиново, което постепенно е завладяло землището на Търново.
В началото на XIX век Търново е албанско село в Гостиварска нахия на Тетовска кааза на Османската империя. Андрей Стоянов, учителствал в Тетово от 1886 до 1894 година, пише за селото:
| „ | С. Търново. — Надъ и подъ селото има развалини отъ 2 стари църкви. | “ |

Според статистиката на Васил Кънчов („Македония. Етнография и статистика“) в 1900 година Търново има 330 жители арнаути мохамедани.
През 1913 година селото попада в Сърбия. Според Афанасий Селишчев в 1929 година Търново е село в Железноречка община в Горноположкия срез и има 95 къщи с 579 жители албанци.
Според преброяването от 2002 година селото има 539 жители албанци.